# Octavia E. Butler

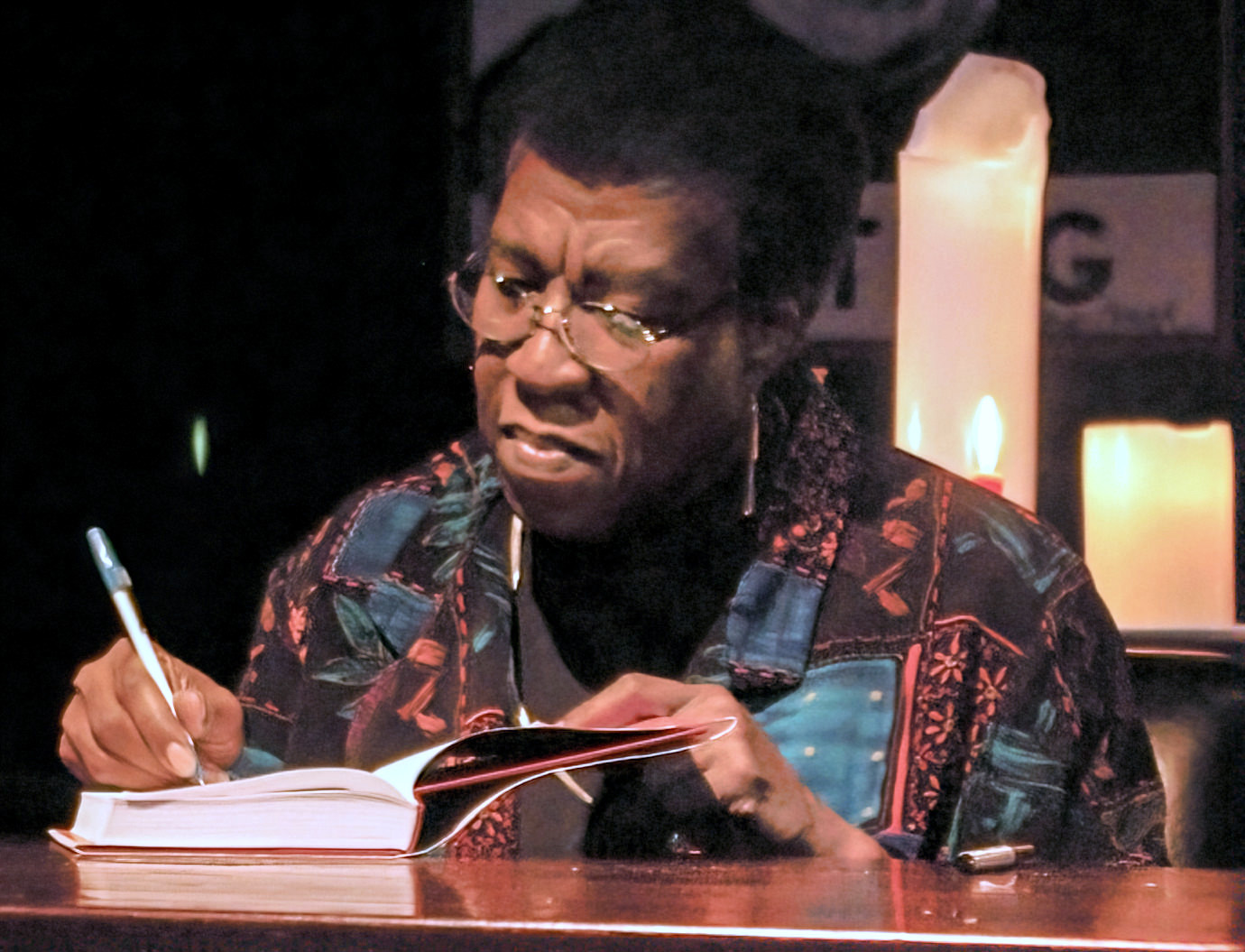
Octavia E. Butler.

Octavia Estelle Butler (Pasadena (Californië), 22 juni 1947 - Seattle (Washington), 25 februari 2006) was een Amerikaanse sciencefictionschrijfster en een van de weinige Afro-Amerikaanse vrouwen in dit genre.

## Levensloop
Butler werd geboren in Pasadena, Californië, en werd opgevoed door haar moeder, een weduwe. Ze was extreem verlegen als kind, en vond een uitlaatklep in de bibliotheek met lezen en schrijven. Ze begon als tiener sciencefiction te schrijven. Ze ging naar de community college tijdens de Black Power-beweging, en terwijl ze deelnam aan een lokale schrijversworkshop, werd ze aangemoedigd om de Clarion Workshop bij te wonen, die gericht was op sciencefiction.
Aangemoedigd door Harlan Ellison publiceerde Butler in 1971 haar debuut Crossover. 

## Prijzen en eerbetoon
In 1995 kreeg ze van de MacArthur Foundation een MacArthur Fellowship, ook genoemd genius grant van $295.000 voor haar unieke combinatie van sciencefiction, mystiek, mythologie en Afro-Amerikaans spiritualisme.
Butler won de Hugo Award voor beste kort verhaal met Speech Sounds in 1984. In hetzelfde jaar won ze de Nebula Award voor beste "novelette" met Bloodchild; in 1985 kreeg ze voor dit verhaal haar tweede Hugo. De Nebula voor beste roman won ze in 1999 met Parable of the Talents, een dystopisch boek waarin de Verenigde Staten een kandidaat die onverdraagzaamheid verkondigt en belooft 'to make America great again' tot president kiezen, dankzij de christelijke stem, waarna die het sociaal contract verbreekt.
In 2006 heeft de Carl Brandon Society de Octavia E. Butler Memorial Scholarship opgericht ter nagedachtenis van Butler, om schrijvers van kleur in staat te stellen de jaarlijkse Clarion West Writers Workshop en Clarion Writers' Workshop bij te wonen.
In april 2018 heeft de Internationale Astronomische Unie een berg op Charon, de grootste maan van de dwergplaneet Pluto, naar haar vernoemd: Butler Mons.
De landingslocatie van de Perseverance Marsrover werd in maart 2021 door NASA vernoemd naar Octavia E. Butler.